# William Beckford

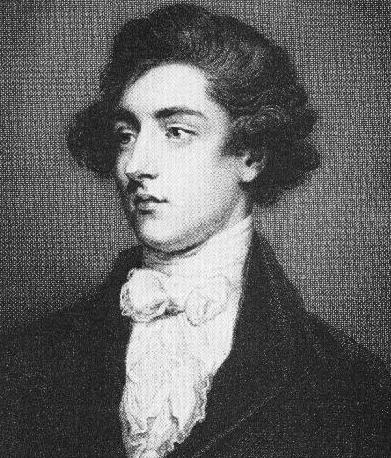
Der junge William Beckford

William Thomas Beckford (* 1. Oktober 1760 in Fonthill, Wiltshire oder London; † 2. Mai 1844 in Bath) war ein englischer Millionär und Exzentriker, hauptsächlich bekannt als Schriftsteller und Baumeister. Darüber hinaus war er Kritiker, Sammler, Politiker und reicher Sklavenhalter. Sein Roman Vathek beeinflusste Byron, Poe, Carl Einstein, Gottfried Benn und H. P. Lovecraft.

## Leben

### Der reiche Erbe

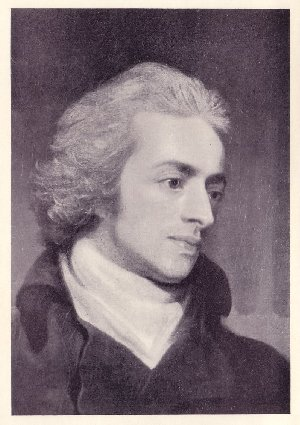
William Beckford

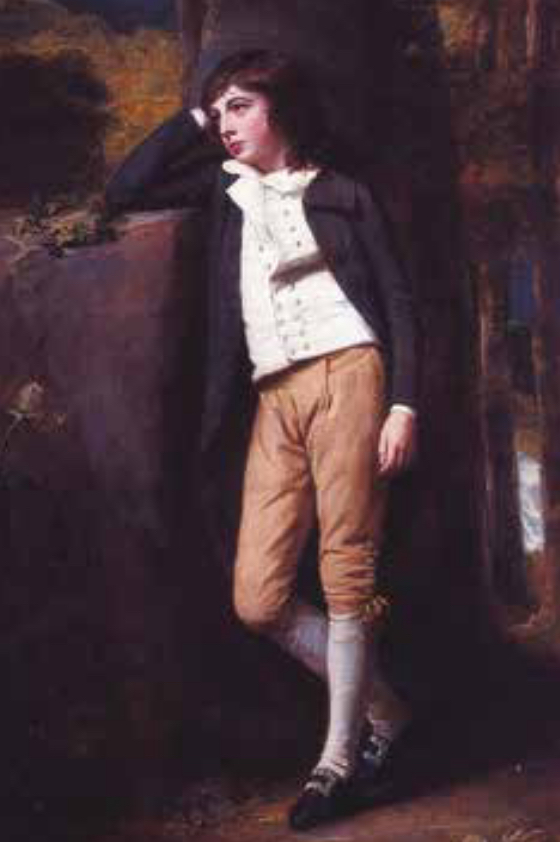
William Courtenay als Knabe

Beckford wurde in Fonthill, Wiltshire, als einziger anerkannter Sohn von William Beckford dem Älteren geboren. Sein Vater war Plantagenbesitzer auf Jamaika und zweimaliger Bürgermeister von London (1762 und 1769). Sein Urgroßvater Peter Beckford hatte im 17. Jahrhundert jamaikanischen Plantagen erworben und es dort zum Gouverneur gebracht. Seine calvinistische Mutter Maria Hamilton war eine Nachfahrin von Maria Stuart und Witwe des jamaikanischen Plantagenbesitzers Francis Marsh. Er wurde am 6. Januar 1761 in Fonthill getauft, sein Taufpate war William Pitt, 1. Earl of Chatham.
William Beckford galt als hochbegabtes Kind. Seine Talente wurden von den Eltern früh gefördert. Er wurde von dem Schotten Robert Drysdale und dem Pfarrer John Lettice zu Hause unterrichtet. William Chambers unterwies ihn in den Grundzügen der Architektur, der weitgereiste Alexander Conzens in Kunst und Zeichnen und machte ihn außerdem mit arabischer und persischer Literatur bekannt. Früh kam es zu von ihm selbst betriebener Legendenbildung, so habe der fünfjährige Beckford etwa von dem damals neun Jahre alten Wolfgang Amadeus Mozart Klavierunterricht erhalten. Bei dieser Gelegenheit habe Mozart die Idee zu Le nozze di Figaro bekommen.
Als Beckfords Vater 1770 starb, war er gerade zehn Jahre alt und Erbe eines Barvermögens von 1.000.000 Pfund Sterling (nach heutigem Wert etwa 110 Millionen £) sowie diverser Ländereien, darunter mehr als ein Dutzend Zuckerrohrplantagen auf Jamaika mit über 3000 Sklaven, die vor allem den Wohlstand der Familie begründeten. Sein Landbesitz auf Jamaika umfasste 89,12 km². Ferner besaß er Fonthill Abbey in Wiltshire sowie Land in Somerset, Gloucester, Hertford, Buckingham, Bedford und London. Als Beckford sein Erbe antrat, war das der Anlass zu einem Empfang in Fonthill Splendens, der 40.000 £ kostete.
Seine Vormünder waren Lord Chatham, Lyttleton, and Camden, seine Erziehung war jedoch seiner Mutter und deren Verwandten anvertraut. Unbelastet von Existenzsorgen konnte Beckford sich seinen Interessen Kunst, Architektur und dem Schreiben widmen. So wurde er zu einem der bedeutendsten Förderer William Turners.
1777 siedelte er mit seinem Tutor Lettice nach Genf über, wo er bei seinem Onkel Oberst Hamilton, einem ausgemusterten Soldaten der British East India Company lebte. Mit Lettice unternahm er 1780 auch die „Grand Tour“. 1780 erreichte er Venedig, das er 1783 in dem Buch „Dreams, Waking Thoughts and Incidents“ beschrieb. Ferner komponierte er hier eine Ouvertüre zu dem Ballet Phaeton, die 1781–1782 in Paris erschien. In Neapel besuchte er seinen Verwandten mütterlicherseits William Hamilton und wurde von dessen Frau Catherine betreut. Als er 1781 volljährig wurde, ließ er sich durch George Romney malen, das Gemälde befindet sich heute im Upton House in Warwickshire.

### Weihnachten 1781
Nach der Grand Tour wäre eine Bewerbung um ein politisches Amt die normale Fortsetzung der Karriere eines jungen Mannes in seiner Stellung gewesen. Beckford zeigte dazu jedoch keinerlei Neigung. An seine Kusine Lady Charlotte Hamilton schrieb er am 2. April 1781:
Ich fürchte, ich werde nie halb so weise noch tauglich sein, zu irgend etwas als dem Komponieren von Melodien, Erbauen von Türmen, Anlegen von Gärten, Sammeln alten japanischen Porzellans und dem Verfassen einer Reise nach China oder zum Mond.
Die Ziele dieses klar formulierten Programms wurden auch erreicht, vor allem, was den Turmbau und das Anlegen von Gärten betraf.
Weihnachten 1781 hatte der Maler und Bühnenbildner Philipp Jakob Loutherbourgs, der am Londoner Drury Lane wirkte, im Auftrag Beckfords in Fonthill Splendens eine phantastische Installation geschaffen, zu der nach der Beschreibung auch eine experimentelle Version von Loutherbourgs Eidophusikon gehörte, einer bühnentechnischen Vorrichtung, in der man einen Vorläufer des Kinematographen gesehen hat. Zweck der Installation war, die auserlesenen Gäste Beckfords mit illusionistischen Effekten in eine aus Orient und Höllenschlund gemischte Phantasmagorie zu versetzen. Beckfords Vater besaß einige Werke Piranesis, und es wird vermutet, dass die Architektur von Newgate Prison, zu dessen Neubau der Grundstein von Beckfords Vater gelegt wurde, durch Piranesis Carceri beeinflusst war. Jetzt dienten die imaginierten Kerkerlabyrinthe seinem Sohn als Vorlage für eine orientalisch-satanistische Inszenierung.
Zu den Gästen dieser denkwürdigen Christmas Party zählte auch Beckfords Geliebte Louisa Pitt-Beckford, die Frau seines Cousins Peter Beckford, der – ein Muster englischen Landadels – in ebendiesem Jahr ein viel beachtetes Werk über die Jagd herausgebracht hatte. Louisa litt an Tuberkulose und war 13 Jahre älter, doch das wurde dadurch ausgeglichen, dass sich unter den Gästen auch der damals 13-jährige William „Kitty“ Courtenay befand, Sohn des 3. Viscount Courtenay und späteren 9. Earl of Devon, in den sich William heftig verliebt hatte. Die Bühne war gesetzt. Beckford erinnerte sich Jahre später:
Der glosende Dunst durchdrang jeden Gegenstand, die mystische Anmutung, das Ungeheure, das Verschlungene der labyrinthischen Wölbungen verursachte einen derart verwirrenden Effekt, dass es – zunächst – ganz unmöglich wurde zu bestimmen, wo man stand, woher man gekommen noch wohin man sich bewegte – derart war die Verwirrung – die verstörende Wirkung derart unendlich vieler über einander getürmter illuminierter Schichten und Schachten.
Am 5. Mai 1783 heiratete Beckford auf Drängen seiner Mutter Margaret Gordon, die Tochter des 4. Earl of Aboyne. Sie hatten zwei Töchter, Margaret Maria Elizabeth Beckford und Susan († 1859), die Alexander Hamilton, 10. Duke of Hamilton heiratete. 1784, als er bereits auf der Liste für die Peerage stand, wurde er von Lord Loughborough, Viscount of Powderham, dem Onkel William Courtenays und ein politischer Gegner seines Vaters denunziert, der ihm in der Presse homosexuelle Handlungen an seinem jungen Neffen vorwarf („Powderham scandal“). Auf Sodomie stand damals die Todesstrafe, wenn diese auch nie an einem Mitglied der Oberschicht vollstreckt wurde. Zu dieser Zeit wurde auch die Society for the Reformation of Manners, ein puritanisches Kontrollorgan, immer mächtiger. Obwohl er niemals angeklagt wurde, floh Beckford mit seiner Frau und ihrer neugeborenen Tochter Margaret im Juli 1785 in das Exil in die Schweiz, wo er sich in La Tour de Peilz bei Vevey am Genfersee niederließ. Hier starb seine Frau 1786 nach der Geburt der zweiten Tochter Susan Euphemia im Alter von 24 Jahren an Kindbettfieber. Es kursierten jedoch Gerüchte, dass sie an den Folgen seiner Misshandlungen gestorben sei.
1787 sollte Beckford nach dem Willen der Familie die Plantagen auf Jamaika besuchen, die schlecht bewirtschaftet wurden und Verluste einfuhren. Beckford reiste am 15. März ab, verließ das Schiff aber in Lissabon und weigerte sich, weiter zu reisen. Er sah so die Plantagen, wo Sklaven den Reichtum der Familie erwirtschafteten, nie. Da sich der englische Botschafter in Portugal weigerte, ihn der Königin vorzustellen, blieben ihm die meisten gesellschaftlichen Kontakte verschlossen. Er lebte im Ramalhão Palast im Sintra, später in Monserrate, und befreundetet sich mit Dom Diogo, dem 5. Baron von Marialva sowie dem Italiener Gregorio Franchi (1769/70–1828) an. 1791 weilte er in Paris und konnte seine Sammlungen aus dem Besitz von Adeligen, die vor der Revolution flohen, erweitern.

### Fonthill Abbey

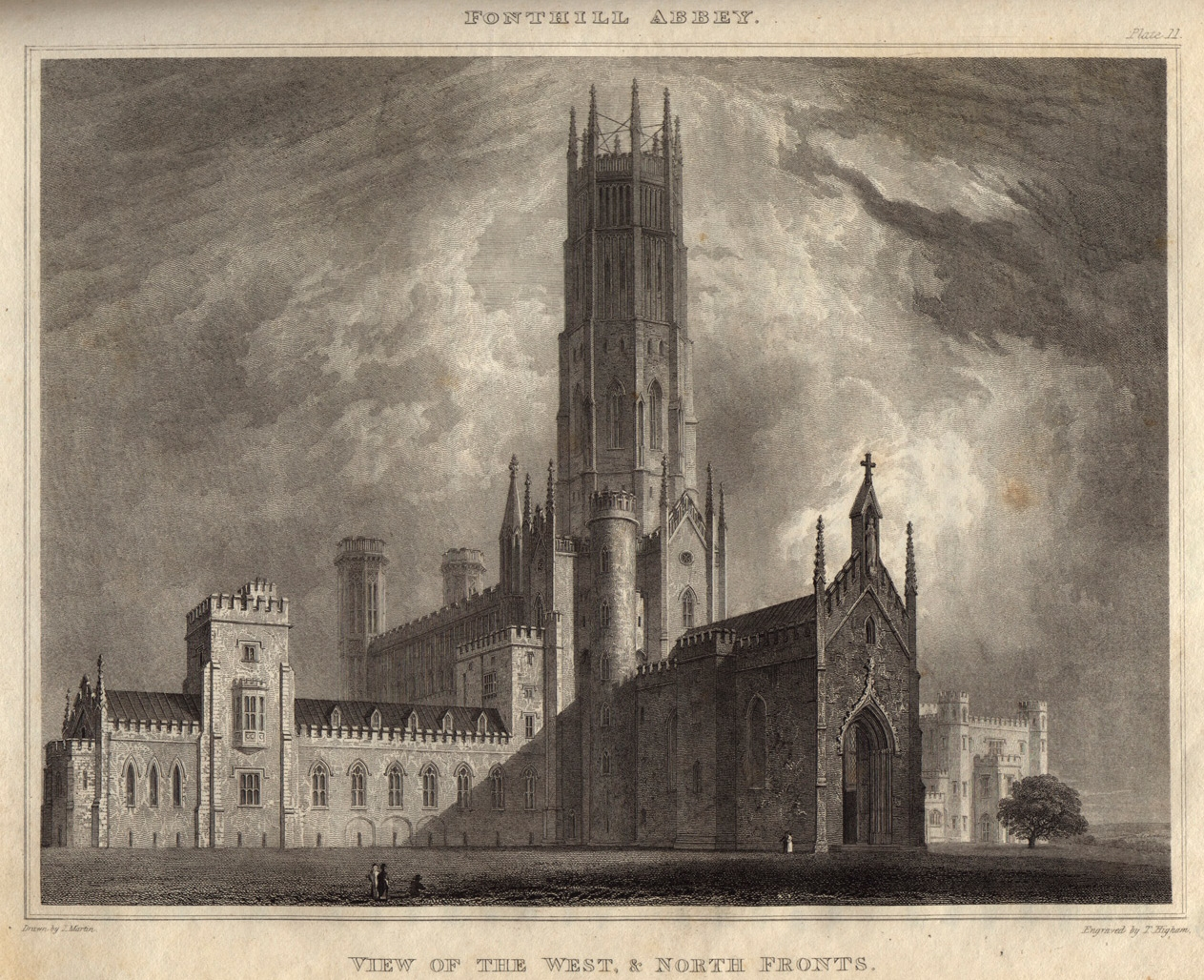
Fonthill Abbey im Jahre 1823 von Westen aus gesehen

Nach seiner Rückkehr nach England Mitte der 1790er Jahre ließ Beckford das riesige Anwesen Fonthill Abbey errichten. Beckford erwarb die komplette Bibliothek von Edward Gibbon als Grundstock für eine eigene. Darüber hinaus sammelte er merkwürdige Möbelstücke und seltsame Kunstwerke und lebte weitgehend zurückgezogen mit seinen zahlreichen Dienern, „Zwergen“, Musikern, Künstlern und Pferden. Er wurde so zum Prototyp des dekadenten Einsiedlers im Stil von Huysmans’ des Esseintes. Aus Fonthill stammte auch der Rahmen zum Bildnis des Dorian Gray, einem anderen „Urbuch“ der Dekadenz. Seine Nachbarn bezeichneten ihn als „Fool of Fonthill“.
1801 und 1807 brach der Hauptturm des Anwesens während des Baus zusammen und wurde neu aufgebaut - niedriger als ursprünglich geplant. Die Baukosten bis zur Fertigstellung 1813 beliefen sich insgesamt auf die damals enorme Summe von 273.000 Pfund Sterling (nach heutigem Wert etwa 87.400.000 £). Aufgrund seiner kostspieligen Interessen und wegen fallender Zuckerpreise verkaufte Beckford Fonthill Abbey 1823 inklusive Bibliothek und Sammlungen für 330.000 £ an John Farquhar. Dieser verkaufte das Inventar 1823 in dem 'Fonthill sale.' Beckfords Geschmack wurde hier einigem Spott ausgesetzt, besonders durch William Hazlitt. 1825 brach der Turm erneut zusammen und begrub Teile der übrigen Gebäude unter sich – nur der Nordflügel blieb erhalten.

## Beckford als Sklavenhalter
- Quebec Estate auf Jamaika mit ca. 800 Sklaven wurde von James Beckford Wildman gekauft oder, nach Beckfords Angaben, erschwindelt.

Zum Zeitpunkt der Abschaffung der Sklaverei auf Jamaika 1833 gehörten Beckford unter anderem folgende Plantagen:
- Dank's Estate mit 134 Sklaven, Kirchspiel Clarendon
- Beckford's Rock River mit 154 Sklaven, Kirchspiel Clarendon
- Retreat Estate mit 228 Sklaven, Kirchspiel Clarendon
- Bodle's Pen mit 45 Sklaven, Kirchspiel St. Dorothy[25].

### Lansdown Hill
Beckford kaufte nun mehrere Häuser in Bath, Nr. 20 Lansdown Crescent, No. 1 Lansdown Place West, die er mit einem Bogen verbinden ließ. 1836 erwarb er ferner Nr. 18 und 19 Lansdown Crescent. Nr. 18 ließ er leerstehen, um seine Privatsphäre zu schützen. In der Nähe von Bath ließ Beckford von dem Architekten Henry Goodridge Lansdown Hill, ein neues, bescheideneres Anwesen erbauen. Auch hier wurde ein Turm errichtet: Der mysteriöse Lansdown Tower. Dieser Turm ist heute als Beckford’s Tower bekannt. Mit seiner ältesten Tochter zerstritt er sich wegen ihrer Heirat mit James Orde.
In Bath starb Beckford am 2. Mai 1844 mit 84 Jahren und wurde 1848 in dem von ihm entworfenen Turm beerdigt. Von seinem Erbe waren noch 80.000 Pfund Sterling (nach heutigem Wert etwa 8,8 Millionen £) übrig.
Zu seinen Nachfahren gehören Fürst Albert II., Egon von Fürstenberg und Ira von Fürstenberg.

## Werke

### Vathek

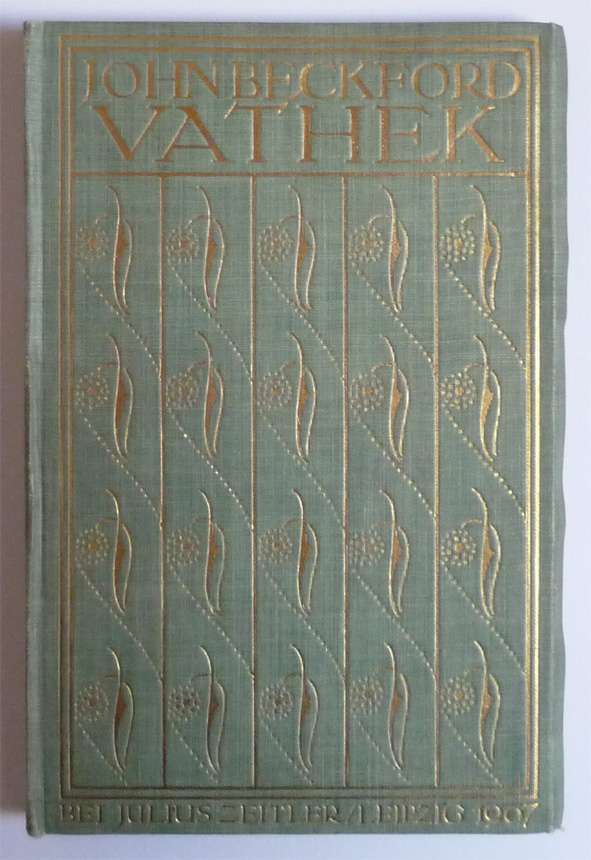
Deutsche Ausgabe von 1907

Die Wirkung dieser Inszenierung sollte sehr weitreichend sein, denn nach Beckfords eigenem Bekunden war sie der Kern der Inspiration zu seinem bekanntesten Werk:
1783 schrieb er auf Französisch in einer einzigen, drei Tage und zwei Nächte dauernden Anstrengung das Buch, auf welchem sein literarischer Ruhm ausschließlich beruht: Vathek, die Geschichte des Kalifen Vathek, der einen so hohen Turm baut, dass er von ihm aus alle Königreiche der Welt überwachen kann. Als er einen Abgesandten des Bösen trifft und dessen Verlockungen erliegt, ergreift das Böse am Ende von ihm Besitz und setzt sein Herz auf ewig in Flammen.

„Ich behaupte, daß es sich hier um die erste wahrhaft grässliche Hölle in der Literatur handelt. Vathek läßt die satanische Pracht Thomas de Quinceys und Poes, Charles Baudelaires und Huysmans vorausahnen.“

1786 erfuhr Beckford, dass der Roman Vathek, den er Samuel Henley zum Übersetzen gegeben hatte, in England nicht unter seinem Namen veröffentlicht werden konnte. Er wurde schließlich anonym veröffentlicht, und im Vorwort der Erstausgabe (1786) behauptete Samuel Henley, dass er aus dem Arabischen übersetzt worden sei. Hierdurch erlangte das Buch einen Schein von Authentizität, der seine Wirkung noch verstärkte.
H. P. Lovecraft bezeichnet in seinem Essay Supernatural Horror in Literature Vathek als den Schauerroman mit dem größten Einfluss auf sein eigenes Werk.

### Musik
Neben einer Ouvertüre zu dem Ballett Phaeton komponierte er zwischen 1780 und 1839 einige Lieder und kleine Konzertstücke. Einige Beispiele befinden sich in der Bodleian Library in Oxford.

## Werke
- Fonthill Foreshadowed (1777/78[28])
- The Dome of the Setting Sun (1777/78[29])
- Biographical memoirs of extraordinary painters: exhibiting not only sketches of their principal works and professional characters; but a variety of romantic adventures and original anecdotes; interspersed with picturesque descriptions of many new and singular scenes in which they were engaged (1780; satirische fiktive Malerbiographien)
- Dreams, Walking Thoughts and Incidents (1783; Sammlung von Briefen von seiner Grand Tour); Träume, Gedankenspiele und Begebenheiten : Eine empfindsame Reise, aus dem Englischen von Wolfram Benda, mit einem Nachwort von Norbert Miller, Berlin : AB - Die Andere Bibliothek, 2022, ISBN 978-3-8477-0454-6
- Vathek (Lausanne 1786/1787; französische Erstausgabe)
  - The history of the Caliph Vathek (1786; Originaltitel: An Arabian tale, from an unpublished manuscript: with notes critical and explanatory; englische Übersetzung von Samuel Henley)
  - Der Thurm von Samarah. Deutsche Übersetzung von Georg Schatz. Verlag der Dykischen Buchhandlung, Leipzig 1788. Deutsche Erstausgabe
  - Vathek, eine arabische Erzählung. Deutsche Übersetzung von Georg Christian Römer. Ohne Verlagsangabe. Herausgeber: Louis-Sebastien Mercier, Mannheim/Wien 1788
  - Vathek – Eine arabische Erzählung. Deutsche Übersetzung von Dr. Otto Mohnike. Carl Cnobloch, Leipzig 1842. Erste allgemein anerkannte Übersetzung
  - Vathek. Deutsche Übersetzung von Franz Blei. Zeitler, Leipzig 1907. Neuaufl.: Insel TB 1172
  - Vathek. Mit einem Vorwort von Jorge Luis Borges. Deutsche Übersetzung von Hans Schiebelhuth. Die Bibliothek von Babel Bd. 3. Büchergilde, Frankfurt a. Main 2007, ISBN 978-3-7632-5803-1
- Popular tales of the Germans (1791; Übersetzung einiger Märchen von Musäus)
- Modern Novel Writing, or, The Elegant Enthusiast (1796; Satire)
- Azemia. A novel. Containing imitations of the manner, both in prose and verse, of many of the authors of the present day. With political strictures. (1797; satirischer Roman)
- The Story of Al Raoui. A tale from the Arabic (London 1799)
- A Catalogue Of The Costly And Interesting Effects Of Fonthill Abbey (3 Bde., London 1823; Auktionskatalog)
- Liber Veritatis (1830; Schmähschrift auf die Verbindung von Adel und Bürgertum)
- Italy: with some Sketches of Spain and Portugal (1834)
- Recollections of the Monasteries of Alcobaca and Batalha (1835)

Tagebücher, Briefe und Essays
- Boyd Alexander (Hrsg. u. Übers.): Life at Fonthill : 1807 - 1822. From the correspondence of William Beckford. Nonsuch, Stroud 2006, ISBN 1-84588-069-2
- Boyd Alexander (Hrsg.): Life at Fonthill : 1807 - 1822 with interludes in Paris and London. From the correspondence of William Beckford. Hart-Davis, London 1957
- Boyd Alexander (Hrsg.): The journal of William Beckford in Portugal and Spain 1787 - 1788. Hart-Davis, London 1954
- Robert J. Gemmett (Hrsg.): The consummate collector. William Beckford's letters to his bookseller. Michael Russell, Wilby, Norwich 2000, ISBN 0-85955-252-7
- Fatma Moussa Mahmoud: William Beckford of Fonthill : 1760 - 1844. Bicentenary essays. Kairo 1960. Neuausg.: Kennikat Press, Port Washington, N. Y. 1972